# Маклеод, Генри
Генри Даннинг Маклеод (Маклауд) (англ. Henry Dunning Macleod; 31 марта 1821, Эдинбург — 16 июля 1902, Саутолл, Мидлсекс) — британский экономист и юрист.

## Биография
Учился в Итоне, Эдинбургском университете и Тринити-Колледже, Кембридж, где завершил получение высшего образования в 1843 году. Затем путешествовал в Европе и в 1849 году стал членом корпорации адвокатов. Затем участвовал в разработке законодательства о бедных в Шотландии и начал заниматься исследованиями экономики. Состоял до 1858 года директором Королевского Британского банка. С 1868 по 1870 год принимал участие в разработке кредитного законодательства Великобритании, в основном в области векселей.
Оставил ряд трудов по экономике и банковскому делу. Создал собственную экономическую теорию, в основе которой лежали учение об обмене и меновая концепция: Маклеод отрицал трудовую теорию стоимости Маркса и сводил меновую стоимость товаров к оценке покупателями их (товаров) потребительной стоимости, приравнивал кредит к деньгам, а деньги к капиталу.
Маклеод вместе с Кэри и Бастиа — представитель буржуазной реакции против классической политической экономии Адама Смита и Давида Рикардо. Своими предшественниками считал Кондильяка, Сэмюэла Бейли (автор «Рассуждения о природе, мерах и причинах ценности», 1825), архиепископа Уотли и Бастиа. Сводя всё содержание экономической науки к учению об обмене, Маклеод исключал из её ведения и относил к социологии, например, вопрос о населении. Свой метод исследования называл индуктивным и противопоставлял его абстрактно-дедуктивному Смитовской школы, но индукция Маклеода, по остроумному замечанию Ю. Г. Жуковского, состояла лишь в том, «чтобы не допускать никакого рассуждения относительно встречающегося в действительности факта и нести его в науку в том виде, в каком он есть в натуре, но уж нести не как простой факт, а как принцип».
В противоположность действительно индуктивной теории Тука Маклеод отрицал, чтобы количество денег в стране находилось в известном определённом отношении к другим имуществам страны или к ценам на имущества. Деньги, труд и кредит представляют, по его мнению, предприимчивость прошедшую, настоящую и будущую. Когда продажи совершаются в кредит, кредит является такой же обращающей силой (circulating power), как наличный капитал. Отсюда Маклеод вывел своё учение о производительном значении кредита, упуская из виду, что благодаря кредиту совершается лишь перемещение долей объективно существующего народного имущества из одних рук в другие. Такое перемещение может очень выгодно влиять на развитие производительных сил обществ, но это влияние отнюдь нельзя отождествлять с созданием хозяйственных благ. Таковы основания, по которым большинство экономистов XIX века отвергало учение Маклеода о кредите. Этому учению, не являвшемуся оригинальным, он был, тем не менее, в основном обязан своей популярностью, утраченной уже к концу XIX столетия. Взгляды Маклеода имеют в настоящее время преимущественно исторический интерес как яркий образчик буржуазной политической экономии, иллюстрирующий могущественное влияние господствующих общественных отношений и классовых интересов на склад теоретической мысли.
Маклеод первым осуществил закреплённую позднее А. Маршаллом замену понятия «political economy» на «economics» в названии университетского учебника («The elements of economics»).
Восторженным последователем Маклеода выступил Анри Ришло в книге «Une révolution en économie politique» (Париж, 1863). В пользу кредитной теории Маклеода высказался также М. Шевалье («Journal des économistes», 1862 год, август). В России последователем Маклеода явился его переводчик М. П. Веселовский в сочинении «Экономическая теория Маклеода» (СПб., 1865). Резкую критику Маклеоду дал Ю. Г. Жуковский в статьях «Экономическая теория Маклеода» («Современник», 1864, книга III) и «Смитовское направление и позитивизм в экономической науке» (там же, книги IX—XII; под позитивизмом Жуковский понимал реакцию Кэри, Бастиа и Маклеода против экономистов-классиков). Маклеоду была посвящена магистерская диссертация Иванюкова «Экономическая теория Маклеода» (СПб, 1870). Также критика учения Маклеода присутствовала в сочинениях Книса о кредите, Бём-Баверна о капитале, Зибера, «Д. Рикардо и К. Маркс» (СПб, 1885) и Исаева, «Начала политической экономии» (2-е издание, СПб, 1895), у Лексиса в статье «Kredit» (в «Handwörterbuch d. Staatswissonschaften», IV). По мнению К. Маркса, Маклеоду была присуща «невероятно ограниченная точка зрения банкирского приказчика».

## Сочинения
- «The theory and practice of banking» (4-е издание, Лондон, 1883—1886).
- «The Elements of political economy» (Лондон, 1858).
  - второе издание под заглавием «Principles of economical philosophy», Лондон, 1873.
  - первое издание переведено на русский язык, с примечаниями переводчика, М. П. Веселовским: «Основания политической экономии», СПб, 1865.
- «On the definition a nature of the science of political economy» (Лондон, 1862),
- «А dictionary of political economy» (1-й том, Лондон, 1863),
- «The elements of banking» (2-е издание, Лондон, 1878),
- «Economics for beginners» (2-е издание, Лондон, 1886),
- «The elements of economics» (Лондон, 1881—1886).